# الرباب (قبيلة)
قبائل الرباب هم قبائل من بني طابخة وهي خندفية مضرية عدنانية.

## نسب قبائل الرباب
- ينتسبون جميعهم إلى إد بن طابخة بن إلياس بن مضر بن نزار بن معد بن عدنان.

## أهم قبائل الرباب
- بني تيم بن عبد مناة بن إد
- بني عدي بن عبد مناة بن إد
- بني ثور بن عبد مناة بن إد وهو ثور أطحل، وق تفرقت قبيلة ثور أطحل، وقد قال بعض النسابين لولا سفيان الثوري والربيع بن خثيم لما عرفت بني ثور أطحل.
- قلت: فإنه لما دخلت أقوام منهم في تميم وانتسبوا إليها لم يذكر ثور أطحل، وأنه لما تحالف بعضهم مع سبيع ودخلوا فيهم وانتسبوا فيهم وذكر الثوري السبيعي ظن السامع أنهم من بني ثور العامرية
- وليسوا من ثور أطحل، ولم يبقى من ثور أطحل سوى لحمة الثورة التي تلقب بأطحل في ديارهم في حقال بتهامة.
- بني عوف بن عبد مناة بن إد يعرفون باسم عكل

وضم آخرون إلى الرباب :
- بني ضبة بن إد
- بني عمرو بن إد وهم قبيلة مزينة الداخلة اليوم في حرب
- بني الغوث بن مر بن إد وهم اليوم رهط شرحبيل بن حسنة الغوثي

وقال ابن حزم : هم الرباب لأنهم تحالفوا مع بني عمهم ضبة على بني عمهم تميم بن مر؛ فغمسوا أديهم في رب؛ ثم خرجت عنهم ضبة، واكتفت بعددها، وبقي سائرهم.
قال السمعاني : قال أبو عبيدة: تيم الرباب ثور وعدي وعكل ومزينة بنو عبد مناة بن أد وضبة بن أد، وإنما سموا الرباب لأنهم ترببوا أي تحالفوا على بني سعد بن زيد مناة. وقال ابن الكلبي في كتاب الألقاب قال: إنما سموا الرباب من بني مناة بن أد بن طابخة بن إلياس بن مضر وهم تيم وعدي وعوف والأشيب وثور اطحل وضبة بن اد أنهم غمسوا أيديهم في رب فتحالفوا على بني تميم فسموا الرباب جميعاً، وخصت تيم بالرباب.